# Bystre (powiat leski)
Bystre – osada w Polsce położona w województwie podkarpackim, w powiecie leskim, w gminie Baligród.
W latach 1975–1998 miejscowość należała administracyjnie do województwa krośnieńskiego.
Bystre leży przy drodze wojewódzkiej nr 893 prowadzącej z Leska do Cisnej w odległości 24 km od Leska i 13 km od Cisnej.
Przez miejscowość przepływa niewielka rzeka Hoczewka, dopływ Sanu.

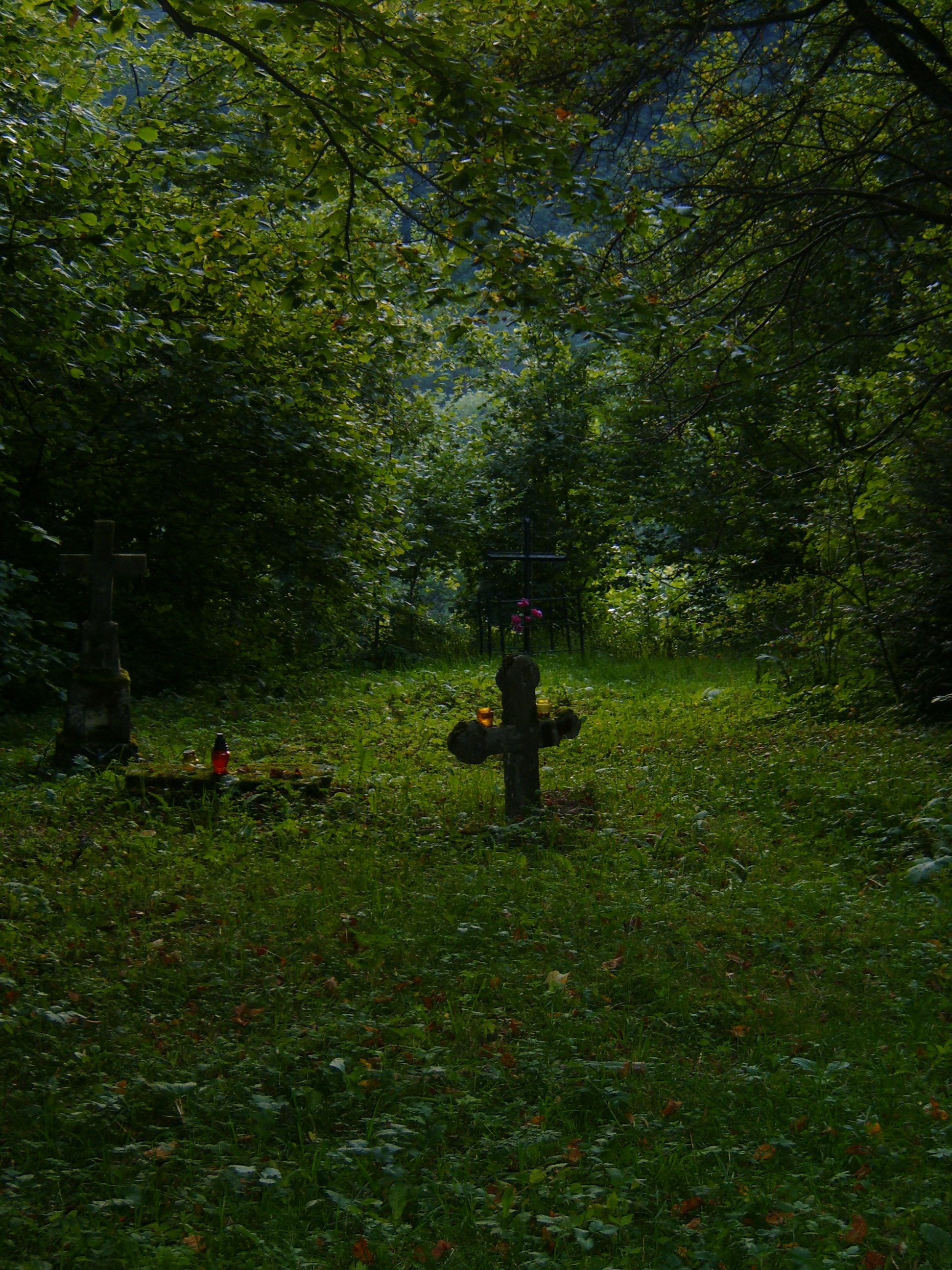
Cmentarz greckokatolicki w Bystrem

31 marca 1947 roku, w trzy dni po zabójstwie gen. Karola Świerczewskiego, ukraińskie oddziały UPA „Hrynia” i „Stacha” na skraju miejscowości Bystre zaatakowały 34-osobowy oddział Wojska Polskiego, składający się z rannych i chorych żołnierzy Grupy Manewrowej WOP z Cisnej, udających się do Baligrodu. Z okrążenia wycofało się jedynie dwóch żołnierzy, dwudziestu jeden zginęło na miejscu, a pozostałych jedenastu banderowcy wzięli do niewoli. Czekał ich straszny los, Ukraińcy poddali ich najwymyślniejszym torturom. Przykład szczególnego bestialstwa dał sam „Hryń” wyrywając jeńcom narządy płciowe, wykłuwano im oczy, obcinano uszy, wieszano na własnych wnętrznościach. Wszystkich zamordowano.
We wsi znajduje się stary cmentarz greckokatolicki, pozostałość po znajdującej się tu do początków XX wieku cerkwi Narodzenia Matki Boskiej.